# نورتهايم
نرتهايم (بالألمانية: Northeim) هي بلدة ألمانية تقع في ألمانيا في سكسونيا السفلى. يقدر عدد سكانها بـ 30,074 نسمة .

## المدن التوأمة
مدن Prudnik، Gallneukirchen، Tourlaville وGmina Prudnik هي مدن توأمة لـنرتهايم.

## أعلام
- رينهارد روبال
- هارتموت هينريتش
- كارل إرنست هرمان كراوس
- أوقست إيبرهارد مولر
- جورج هينريتش بوده